# Ivan Perišić
Ivan Perišić, född 2 februari 1989 i Split i Jugoslavien (nuvarande Kroatien), är en kroatisk fotbollsspelare som spelar för PSV Eindhoven. Han spelar även för det kroatiska landslaget. 
Perišić är ursprungligen en yttermittfältare (vänstermittfältare). Han kan även spela på positioner som offensiv innermittfältare eller till och med anfallare, vilket han har fått göra i Inter.

## Klubbkarriär
Perišić har tillbringat sin proffskarriär i stora klubbar som belgiska Club Brugge, tyska Borussia Dortmund, Wolfsburg samt Bayern München, italienska Inter och engelska Premier League klubben Tottenham Hotspur.
Den 13 augusti 2019 lånade Bayern München Perišić från Inter över en säsong, med en option att skriva permanent kontrakt efter säsongens slut. Lånesumman låg på 5 miljoner euro medan köpoptionen var på 20 miljoner euro.
Ivan Perišić skrev den 31 maj 2022 på för Tottenham Hotspur, och återförenades därmed med sin gamla tränare i Inter, Antonio Conte.

## Landslagskarriär
Perišić gjorde sin debut för Kroatien 2011, och har därefter representerat sitt landslag vid EM 2012, VM 2014, EM 2016 och VM 2018. 
Han var en av nyckelspelarna i Kroatiens landslag vid VM 2018 när de tog silver. Perišić gjorde det avgörande 2–1-målet i den sista gruppspelsmatchen mot Island, i slutminuterna, och såg till att Kroatien toppade Grupp D med 9 poäng. Den 11 juli, i semifinalen mot England, gjorde Perišić kvitteringsmålet till 1–1. Han assisterade även Mario Mandžukić till 2–1-målet i förlängningen, som skulle betyda finalspel för Kroatien. Den matchen blev han utsedd till matchens lirare. I finalen mot Frankrike gjorde Perišić 1–1-målet för Kroatien, och blev därmed den första kroatiska spelaren att någonsin göra mål i en VM–final. Olyckligtvis för Perišić och Kroatien slutade matchen 4–2 till Frankrike, och man fick nöja sig med ett VM-silver. Under mästerskapet sprang Perišić totalt 72,5 kilometer, vilket var mer än någon annan spelare i turneringen.